# Band Tocantins
Band Tocantins é uma emissora de televisão brasileira sediada em Palmas, capital do estado de Tocantins. Opera no canal 4 (35 UHF digital) e é uma emissora própria da Band. Suas instalações estão na Quadra 102 Norte.

## História
Anteriormente a criação da emissora própria, a programação da Band já foi retransmitida em Palmas pelas TVs Palmas (1990-1992) e Javaés (1992-1997), além de uma retransmissora da TV Girassol (1997-2008).
Após a terceira afiliada deixar de transmitir o sinal em Palmas em fevereiro de 2008, o Grupo Bandeirantes entrou em uma licitação para ter sua própria concessão na capital tocantinense, já que não tinham emissoras que queriam a transmitir a rede. A licitação da emissora foi vencedora no Ministério das Comunicações e entregou o canal 4 para futura emissora como se fosse uma Retransmissora de Televisão (RTV). Por estar na Amazônia Legal, o canal poderia ser usado como geradora, decisão tomada pelo conglomerado.
A emissora estreou em 22 de outubro de 2008, apenas com a inserção de vinhetas e comerciais locais, passando a ter seus primeiros programas locais veiculados a partir de 2009.
Em 23 de dezembro do mesmo ano, a ANATEL aprova definitivamente o uso da emissora. Em 14 de maio de 2015, o Grupo Bandeirantes de Comunicação, que promovia uma contenção de gastos devido à uma crise financeira, decide extinguir a programação local da emissora, demitindo 10 funcionários e fechando as suas instalações no Edifício Comercial Amazônia Center, na Quadra 501 Sul, onde a emissora estava situada desde a sua estreia. O sinal da emissora passa a retransmitir integralmente a programação da Band gerada de São Paulo, sem a inserção de programação ou comerciais locais, retomando suas atividades apenas em 29 de abril de 2019 com a exibição de propagandas locais.